# Томас де Берланґа

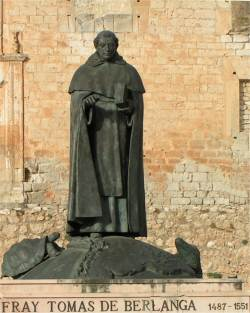
Пам'ятник Томасу да Берланґа в Берланґа-де-Дуеро

Тома́с де Берла́нґа (ісп. Tomás de Berlanga; *1487 — †8 серпня 1551) — францисканець, четвертий єпископ Панами.
Томас де Берланґа народився в містечну Берланґа-де-Дуеро в провінції Сорія, Іспанія. Занимав посаду пріора острова Еспаньйола, який в 1528 за його клопотами був вилідений у окрему провінцію. Скоро він був призначений єпископом Панами, його єпархія включала більшість іспанських територій в Америці. В 1535 році відправився до перу з метою вирішення суперечки між Франсиско Пісарро та Дієґо де Альмаґро після завоювання Імперії Інків. Під час цієї подорожі його коребель відхилився від курсу, в результаті чого 10 березня 1535 року були відкриті Галапагоські острови. Суперечка ж між Пісарро і Альмаґро була вирішена що до прибуття Томаса де Берланґа, Альмаґро був відправлений до Чилі. В 1357 році Томаса де Берланґа повернувся до Іспанії, де й помер 8 серпня 1551 року в рідному місті.